# Marjan Dikaučič
Marjan Dikaučič (ur. 17 października 1981) – słoweński prawnik, od 2021 do 2022 minister sprawiedliwości.

## Życiorys
W 2006 ukończył studia prawnicze (na Uniwersytecie Mariborskim), w 2009 zdał państwowy egzamin prawniczy. Początkowo pracował w wymiarze sprawiedliwości, później praktykował jako prawnik w sektorze prywatnym. Uzyskał uprawnienia zarządcy w postępowaniu likwidacyjnym i upadłościowym. W czerwcu 2021 w trzecim rządzie Janeza Janšy objął funkcję ministra sprawiedliwości w miejsce Lilijana Kozlovič. Na stanowisko to rekomendowała go Partia Nowoczesnego Centrum. Urząd ministra sprawował do czerwca 2022.